# يومينس الأول
يومينس الأول هو أحد ملوك بيرغاموم الأتاليين خلف عمه فيليتايروس عام 263 ق م وحكم حتى العام 241 ق م وكان الحدث الوحيد المهم في عهده هو انتصاره على أنطيوخس سوتر قرب سارديس والتي مكنته من تأمين المناطق حول عاصمته.